# 李天初
李天初（1945年11月4日—2022年12月28日），男，安徽金寨人，生于贵州贵阳，中国计量专家，中国工程院院士。

## 生平
1970年，毕业于清华大学。1981年，于中国计量科学研究院获得硕士学位。1991年，在清华大学获得博士学位。
2011年，当选中国工程院院士。
2022年12月28日在北京病逝，享年77岁。

## 学术贡献
- 主持研制“NIM4激光冷却—铯原子喷泉钟”[5]
- 主持研制“NIM5激光冷却—铯原子喷泉钟”